# Kumanovo-avtalet
Det militärtekniska avtalet mellan den internationella fredsstyrkan (Kosovo Force [KFOR]) och regeringarna i Förbundsrepubliken Jugoslavien och Republiken Serbien (det så kallade Militärtekniska avtalet eller Kumanovo-avtalet) var ett avtal som slöts den 9 juni 1999 i Kumanovo i Nordmakedonien. Det avslutade Kosovokriget.